# Поджо Мояно
По̀джо Моя̀но (на италиански: Poggio Moiano) е малко градче и община в Централна Италия, провинция Риети, регион Лацио. Разположено е на 520 m надморска височина. Населението на общината е 2959 души (към 2010 г.).